# Bayárcal
Bayárcal ist ein südspanisches Dorf und Gemeinde (municipio) in der Provinz Almería mit 296 Einwohnern (Stand: 2024). 

## Lage
Bayárcal liegt etwa 80 Kilometer westnordwestlich von Almería in einer Höhe von ca. 1260 m im Parque Nacional y Natural de Sierra Nevada. 

## Bevölkerungsentwicklung
| Jahr      | 1970 | 1981 | 1991 | 2001 | 2011 | 2021 |
| --------- | ---- | ---- | ---- | ---- | ---- | ---- |
| Einwohner | 640  | 526  | 389  | 329  | 403  | 317  |

## Sehenswürdigkeiten
- Franziskuskirche (Iglesia de San Francisco Javier) aus dem 15./16. Jahrhundert